# Um Sol para Atlântida
Um Sol para Atlântida (Un sol para Atlántida) é uma escultura em homenagem ao artista plástico uruguaio Carlos Páez Vilaró que se encontra na praia Mansa do balneário de Atlántida, em Montevidéu, no Uruguai. 
Quem teve a ideia da obra foi o próprio Vilaró, que queria ter um projeto paisagístico seu no calçadão de Atlántida. Logo após a morte de Vilaró, em fevereiro de 2014, o Departamento de Canelones (o equivalente a um Estado) decidiu homenageá-lo com a construção da obra, que ficou a cargo de sua filha, Agó Páez Vilaró. Um Sol para Atlântida foi inaugurado em 16 de dezembro de 2014 no calçadão de Atlántida, que Vilaró chamava de "Costanera del sol", "Costa do Sol" em português. A obra foi desvelada ao entardecer e contou com a presença dos tambores C 1080, um grupo de carnaval uruguaio em que Vilaró costumava desfilar.
Ela serviu de inspiração para a camiseta principal da seleção nacional de futebol do Uruguai para a Copa do Mundo FIFA de 2018, que será sediada pela Rússia.

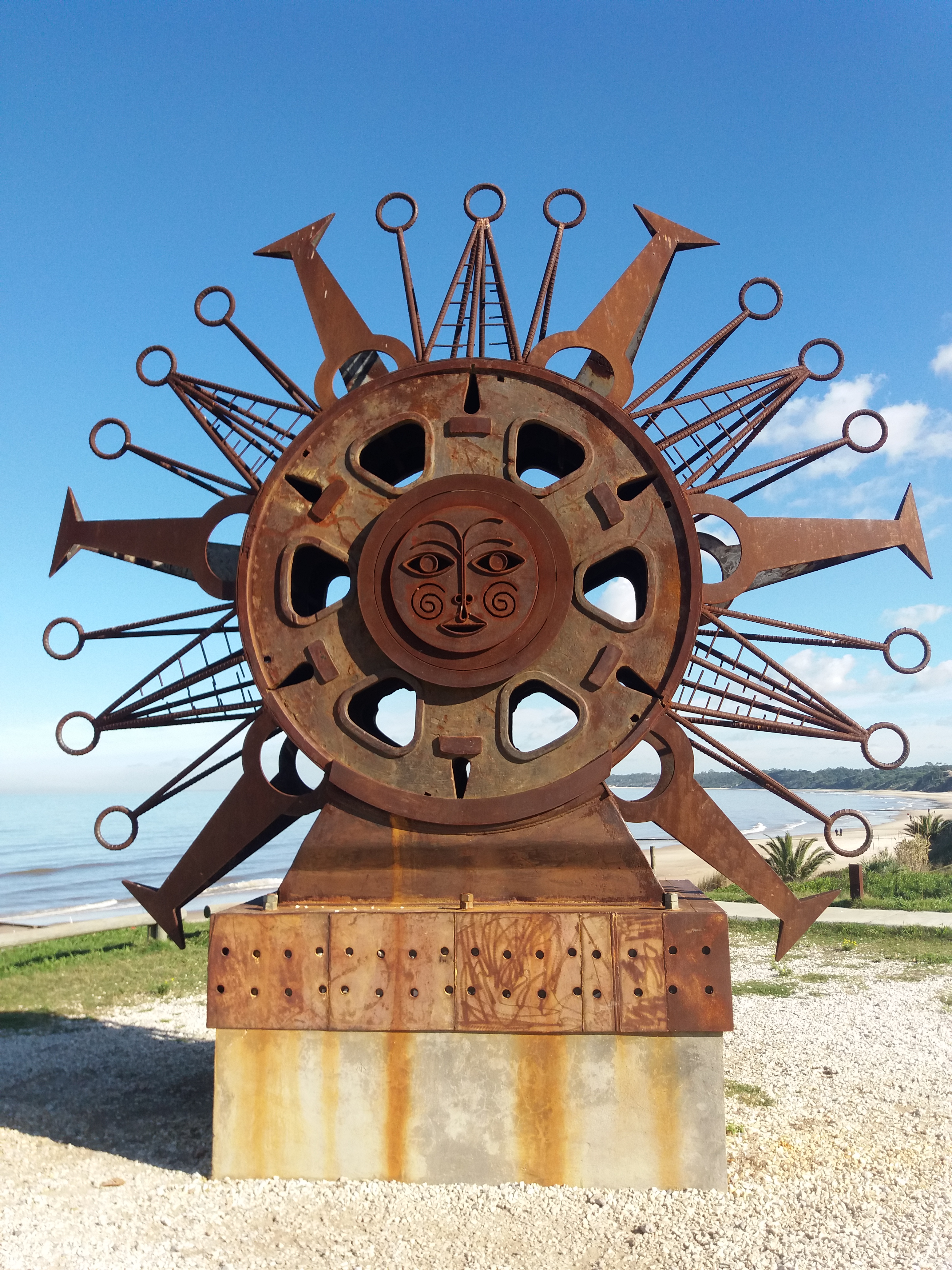
"Um Sol para Atlântida", escultura em ferro feita por Agó Páez Vilaró em homenagem a seu pai, o artista plástica Carlos Páez Vilaró.

## Descrição
A escultura é de ferro sobre armação de cimento. Ela foi elaborada no próprio calçadão de Atlántida sob a supervisão de Agó Páez Vilaró. 